# Jeff Fortenberry
Jeffrey Lane Fortenberry (27 de dezembro de 1960) é um político e economista americano que atua como representante dos EUA no 1º distrito congressional de Nebraska desde 2005. Membro do Partido Republicano, seu distrito é baseado em Lincoln e inclui a maior parte do terço oriental de o estado fora da área imediata de Omaha. Ele é o reitor da delegação do Congresso de Nebraska.
Fortenberry se formou na Catholic High em Baton Rouge, Louisiana. Ele possui um diploma de bacharel em economia pela Louisiana State University, um mestrado em políticas públicas pela Georgetown University e um mestrado em teologia pela Franciscan University of Steubenville.
Fortenberry trabalhou anteriormente como economista, no desenvolvimento econômico local e como executivo editorial para a Sandhills Publishing. Ele também foi um analista de política da Subcomissão de Relações Intergovernamentais do Senado. Fortenberry foi membro foragido do Lincoln City Council de 1997 a 2001.